# Pigou-Dalton-Prinzip
In der Sozialwahltheorie und der Wirtschaftspolitik bezeichnet das Pigou-Dalton-Prinzip (auch: Transferprinzip oder Transferprinzip nach (Pigou-)Dalton) eine Eigenschaft von gesellschaftlichen Wohlstandsmaßen, wonach ein Einkommenstransfer die gesellschaftliche Wohlfahrt erhöhen muss, wann immer er von einer reicheren zu einer ärmeren Person erfolgt und solange er nichts daran ändert, wer der Reichere und wer der Ärmere ist.

## Ursprung
Der Name der Anforderung geht auf Arthur Pigou und Hugh Dalton zurück. Dalton postulierte das Prinzip 1920 in einem Artikel im Economic Journal  unter Rückgriff auf Pigou, der bereits 1912 in Wealth and Welfare auf einen ähnlichen Zusammenhang im Zwei-Personen-Fall hingewiesen hatte:

“My second proposition can be stated in several ways.
The most abstract form of it affirms that economic welfare is
likely to be augmented by anything that, leaving other things
unaltered, renders the distribution of the national dividend less
unequal. If we assume all members of the community to be
of similar temperament, and if these members are only two in
number, it is easily shown that any transference from the richer
to the poorer of the two, since it enables more intense wants to be
satisfied at the expense of less intense wants, must increase
the aggregate sum of satisfaction.”

## Darstellung
Man betrachte eine Gesellschaft mit n Mitgliedern. Die Ausstattung bzw. der Wohlstand dieser Mitglieder sei durch einen Vektor {\displaystyle \mathbf {x} =(x_{1},\ldots ,x_{n})} gegeben, wobei {\displaystyle x_{i}} jeweils für die Ausstattung (den Wohlstand) der Person i, {\displaystyle 1\leq i\leq n}, steht. Was genau unter „Ausstattung“ zu verstehen ist, ist dabei noch nicht bestimmt – im einfachsten Fall handelt es sich beispielsweise um das Vermögen der jeweiligen Person.
(Pigou-Dalton-Transfer:) Betrachte zwei beliebige Individuen j und k mit jeweiliger Ausstattung {\displaystyle x_{j}} bzw. {\displaystyle x_{k}}. Sei nun {\displaystyle x_{j}<x_{k}}. Dann bezeichnet man einen Transfer der Ausstattungsmenge {\displaystyle \delta } von k (dem „Reicheren“) zu j (dem „Ärmeren“), durch den sich die Ausstattung der anderen Gesellschaftsmitglieder nicht verändert und nach dem noch immer zumindest {\displaystyle x_{j}+\delta \leq x_{k}-\delta } gilt, als Pigou-Dalton-Transfer.
Man definiere dann zunächst ein gesellschaftliches Wohlfahrtsmaß {\displaystyle W(\mathbf {x} )}, {\displaystyle W:\mathbb {R} ^{n}\rightarrow \mathbb {R} }.
(Pigou-Dalton-Prinzip:) Seien {\displaystyle \mathbf {x} =(x_{1},\ldots ,x_{n})} und {\displaystyle \mathbf {y} =(y_{1},\ldots ,y_{n})} zwei Ausstattungsvektoren, wobei {\displaystyle \mathbf {y} } aus {\displaystyle \mathbf {x} } durch einen Pigou-Dalton-Transfer hervorgegangen ist. Dann erfüllt das Wohlfahrtsmaß {\displaystyle W} das Pigou-Dalton-Prinzip, wenn {\displaystyle W(\mathbf {y} )>W(\mathbf {x} )}.

## Zusammenhang zur Individualwohlfahrt
Nimmt man vereinfacht an, dass {\displaystyle W(x_{1},\ldots ,x_{n})=u(x_{1})+u(x_{2})+\ldots +u(x_{n})} – das heißt: die gesellschaftliche Wohlfahrt lässt sich als Summe der (mitunter auch gesellschaftlichen) Nutzen aus dem Wohlstand jedes einzelnen darstellen –, dann sind die folgenden beiden Aussagen äquivalent:
1. {\displaystyle u} ist strikt konkav auf einem Intervall {\displaystyle X\subset \mathbb {R} }.
2. {\displaystyle W} erfüllt das Pigou-Dalton-Prinzip auf {\displaystyle X^{n}}.